# Podkategoria
Kategoria {\displaystyle {\mathfrak {B}}} jest podkategorią kategorii {\displaystyle {\mathfrak {A}},} jeśli spełnione są następujące warunki:
- Klasa obiektów kategorii {\displaystyle {\mathfrak {B}}} jest zawarta w klasie obiektów kategorii {\displaystyle {\mathfrak {A}}}

{\displaystyle Ob({\mathfrak {B}})\subset Ob({\mathfrak {A}}).}
- Dla dowolnych dwóch obiektów {\displaystyle A,B\in Ob({\mathfrak {B}})}

{\displaystyle Mor(A,B)_{\mathfrak {B}}\subset Mor(A,B)_{\mathfrak {A}}.}
- Dla dowolnych dwóch morfizmów w kategorii {\displaystyle {\mathfrak {B}}}

{\displaystyle f\in Mor(A,B)_{\mathfrak {B}},g\in Mor(B,C)_{\mathfrak {B}}}
ich złożenie {\displaystyle f\circ g} należy do {\displaystyle Mor(A,C)_{\mathfrak {A}}.}
- Każdy morfizm identycznościowy w {\displaystyle {\mathfrak {B}}} jest morfizmem identycznościowym w {\displaystyle {\mathfrak {A}}.}

Podkategoria {\displaystyle {\mathfrak {B}}} kategorii {\displaystyle {\mathfrak {A}}} jest podkategorią pełną, jeśli dla dowolnych {\displaystyle A,B\in {\mathfrak {B}}}
{\displaystyle Mor(A,B)_{\mathfrak {B}}=Mor(A,B)_{\mathfrak {A}}}.

## Przykłady
- Kategoria Ab grup abelowych jest podkategorią pełną kategorii Gr grup.

## Literatura dodatkowa
- Eilenberg S., Mac Lane S. „Trans. Amer. Math. Soc.”. 58, s. 231–294, 1945. Amer. Math. Soc..
- Bucur I., Deleanu A.: Introduction to the Theory of Categories and Functors (tłum. ros.). Москва: Мир, 1972. Brak numerów stron w książce
- Gabriel P., Zisman M.: Calculus of Fractions and Homotopy Theory (tłum. ros.). Москва: Мир, 1971. Brak numerów stron w książce